# Pavle Radinović
Pavle Radinović, a veces Radenović (en serbio: Павле Радиновић; fl. 1371-1415) fue uno de los nobles bosnios más poderosos bajo los reinados de Tvrtko I (1377-1391), Dabiša (1391-1395), Jelena Gruba (1395-1398), Ostoja (1398-1404), Tvrtko II (1404-1409) y Ostoja nuevamente (1409-1418). Era el jefe de la familia noble Radinović-Pavlović, una poderosa familia de magnates cuyas posesiones inicialmente se extendieron desde el centro hasta el este de Bosnia.

## Primeros años
Su padre era Radin Jablanić (fl. 1380-1397), que tenía posesiones en Krivaja y alrededor del río Prača. Es posible que su hermana o prima fuera Kujava Radinović, la segunda consorte de Esteban Ostoja. Fue criado en la corte bosnia.

## Servicio y vasallaje

### Reinado de Tvrtko I
Su escriba fue Radosav Milosalić, mencionado en la carta de Pavle (25 de marzo de 1387).

### Reinado de Dabiša
Después de la muerte de Tvrtko, Pavle amplió enormemente su reino y, además del territorio hereditario alrededor de los ríos Krivaja y Prača, mantuvo la ciudad de Borač cerca de Vlasenica, el mercado de Prača y la mina de Olovo.
En 1392, Radič Sanković y su hermano Beljak intentaron vender Konavle a la República de Ragusa. El mismo año, el 15 de mayo, Radič emitió una carta a los comerciantes raguseos que les permitía comerciar en sus territorios. Sin embargo, una reunión del consejo fue convocada por el rey o la nobleza que se opuso a la venta; Vlatko Vuković y Pavle Radinović fueron enviados contra Radič en diciembre de 1391 después de recibir las bendiciones del consejo. Los dos capturaron a Radič y ocuparon Konavle, dividiéndolo entre ellos, a pesar de las protestas de Ragusa. La posesión de Konavle significó que Pavle tenía varias oficinas aduaneras hacia Ragusa, una de las cuales fue compartida con Vlatko en Konavljanske Ledenice. Vuković murió poco después de esto, y fue sucedido por su sobrino Sandalj Hranić, quien continuó luchando contra Radič.
Cuando Esteban Dabiša murió en septiembre de 1395, había designado al rey Segismundo de Hungría, esposo de su prima, la reina María, como su sucesor. María, sin embargo, había fallecido antes que Dabiša, muriendo en mayo del mismo año. La nobleza bosnia se negó a reconocer a Segismundo como rey, ya que su derecho se basaba en su condición de esposo de María. En cambio, la nobleza instaló a Jelena Gruba, su viuda y miembro de la Casa de Nikolić, como sucesora de su esposo.

### Reinado de Jelena Gruba
En 1397, su carta aseguró el libre comercio y la protección de los raguseos en sus tierras, por lo que se convirtió en ciudadano honorario de Ragusa. En política exterior, Pavle, como los otros magnates del Reino de Bosnia, apoyó a Ladislao de Nápoles en su lucha por arrebatarle la corona húngara a Segismundo.

### Primer reinado de Ostoja
Pavle participó en la decisión de coronar a Ostoja como rey en 1398. A principios del siglo XIV, también ocupaba Trebinje, la župa (condado) de Vrm con la ciudad de Klobuk y la mitad de Konavle con Cavtat.
El 22 de abril de 1404, Ostoja emitió una carta a la República de Venecia con respecto al comercio, y en ese momento la corte de Ostoja estaba compuesta por el knez Pavle, el vaivoda Vukmir Jurjević, el vaivoda Pavle Klešić, el vaivoda Radič Sanković y el knez Radoje Radosalić. Del «triunvirato magnate» que dominaba Bosnia, sólo Pavle permaneció apoyando a Ostoja. Hranić capturó y cegó a Radič, y lo mantuvo en prisión hasta su muerte en 1404. Hranić tomó el área de Nevesinje hasta la costa. Ostoja fue depuesto en 1404 y Tvrtko II fue coronado como el nuevo rey de Bosnia.

### Reinado de Tvrtko II
Después de la muerte de Ladislao de Nápoles y su venta del derecho a Dalmacia a la República de Venecia en 1409, muchos nobles se aliaron con Segismundo y trabajaron para deponer a Tvrtko II, que había apoyado a Ladislao, y lograron devolver Ostoja, pretendiente de Segismundo, al trono. Hranić también se alió con el emperador Segismundo a mediados de 1411 y decidió establecer vínculos más estrechos con el importante aliado de Segismundo, Esteban Lazarević, al casarse con su hermana viuda Jelena (que era la madre de Balša III, el gobernante de Zeta), divorciarse de la sobrina de Hrvoje, Katarina (diciembre 1411).
Pavle nombró al knez Brailo Tezalović su protovestijar en algún momento de 1411. Estaba listo para vender su parte de Konavle a los ragusanos en 1414, pero esto nunca se hizo.

### Asesinato de Pavle durante el segundo reinado de Ostoja
Se tramó una conspiración contra Pavle en el stanak celebrado en Sutjeska en agosto de 1415 y asistieron todos los nobles importantes excepto Hrvoje. A finales de mes, durante un paseo por la corte real, estalló una disputa entre Sandalj y Pavle. Sandalj y sus hombres, junto con Vukmir Zlatonosović, sacaron sus espadas y capturaron al hijo de Pavle, Petar. Pavle corrió, pero fue atrapado y decapitado. Un criado de Pavle sobrevivió buscando refugio en un hogar franciscano; más tarde llevó el cadáver de Pavle a su finca en Vrhbosna. Se suponía que Petar estaba cegado, pero por alguna razón esto no sucedió. Las tierras de Pavle se dividieron rápidamente entre los conspiradores. Sandalj justificó el asesinato acusando a Pavle de traer mucha desgracia al reino bosnio.

## Descendencia
- Petar I Pavlović (fallecido en marzo de 1420), duque (vojvoda), cayó en batalla con las tropas otomanas de Sandalj
- Radislav Pavlović (fl. 1420-1441), gran duque de Bosnia (desde 1441), knez y duque (vaivoda), sucedido por su hijo Ivaniš